# Love Dalén

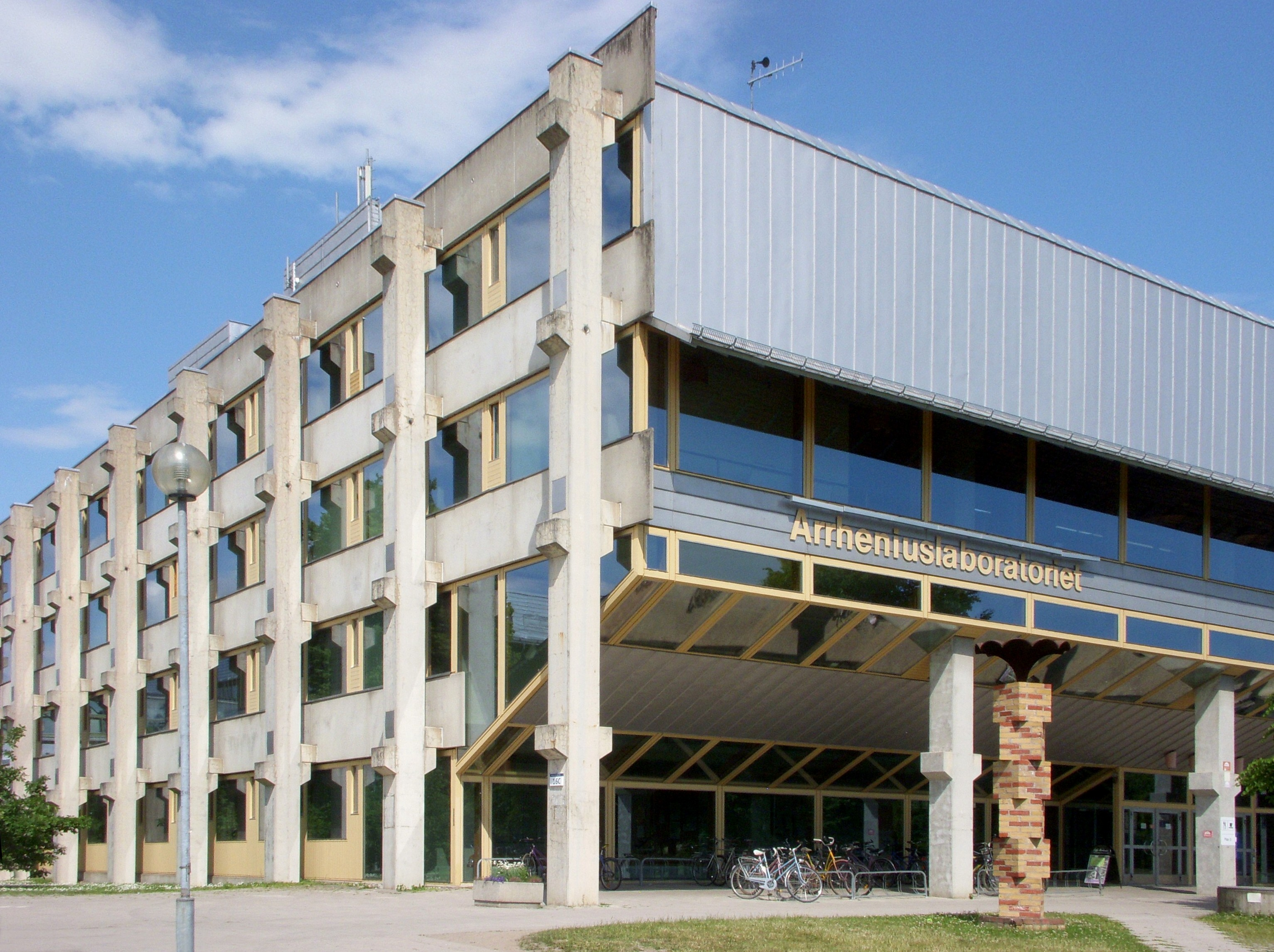
Arrheniuslaboratoriet

Love Dalén, född 8 juli 1975, är en svensk biolog och  professor i evolutionär genetik, med specialisering på paleogenetik via DNA-teknik, kombinerad med forskning på hur ekologi och evolution lett till organismers och djurarters geografiska utbredning genom miljöförändringar och abundans. Dalén är sonsons son till civilingenjören, uppfinnaren, företagsledaren och nobelpristagaren i fysik, Gustaf Dalén (1869-1937).

## Biografi
Love Dalén växte upp på Gotland, där han redan vid sex års ålder visade intresse för zoologi, när han med en grannpojke startade ett litet museum.
Han har en examen i biologi, med doktorsavhandling på fjällräv från Stockholms universitet (2001-2005), med vidare studier vid Madrids universitet och University of London och med vidareutbildning inom molekylärbiologi.
Han har sedan dess haft befattningar som forskare och förste intendent vid Naturhistoriska riksmuseet i Stockholm. Sedan 2015 är han professor i evolutionär genetik vid Enheten för bioinformatik och genetik vid Naturhistoriska riksmuseet. Han ligger även, tillsammans med Anders Götherström, bakom etablerandet av Centrum för paleogenetik (CPG) vid Arrheniuslaboratoriet, där han numera är forskningsledare. CPG är ett samarbete mellan Stockholms universitet och Naturhistoriska riksmuseet, och är ett av världens största i sitt slag, med ambitionen att med en platt organisation bli en plantskola för yngre forskare inom ett multidisciplinärt centrum där man studerar evolutionen i realtid.
Ett av forskningsprojekten är Mammutprojektet, med sikte på att bland annat söka svaret på varför den sibiriska ullhåriga mammuten dog ut på Wrangels ö för cirka 4 000 år sedan (Ibland uppge deras utdöende till 3 700 år sedan, men denna uppgift syftar på Kol-14-år, vilka vid kalibrering blir 4000 år sedan), och 6 000 år efter att mammuten försvann från Sibiriens fastland.
Det svenska mammutprojektet var först i världen med att kartlägga mammutens arvsmassa, vilket gjordes i en studie med två mammutar som hittats i permafrost, den ena var en hanne som levde på Wrangels ö för 4 300 år sedan, och den andra en ung hanne som levde i nordöstra Sibirien för 44 800 år sedan. Från det genetiska materialet kunde också utläsas två drastiska populationsnedgångar, den ena för 300 000 år sedan, och den andra för omkring 12 000 år sedan, i slutet av sista istiden.
Mammutprojektet tilldelades 2018 Darwinpriset (på engelska Darwin Awards), syftande på projektets rapport att 70% av omkring 100 könsbestämda mammutar visade sig vara hannar, vilket har associerats med att hannar av elefantdjuren har en större benägenhet till risktagande, vilket fått till följd att mammuthannar genom sin död, i större utsträckning fossilerats, till skillnad från mammuthonor.
Dalén har även uppmärksammats kring forskning på  18 000 år gammalt DNA från en canid valp, där det råder tveksamheter kring om djuret var en varg eller en hund, vilket om fallet är det senare, placerar domesticering av tama hundar minst 4000 år tillbaka i tiden, mot vad man tidigare har kunnat bekräfta.
Love Dalén är medlem i IUCNs Conservation Genetics Specialist Group (Internationella naturvårdsunionen).

## Utmärkelser
- Stiftelsen Konung Carl XVI Gustafs 50-årsfond för vetenskap, teknik och miljö  för Bevarande av fjällräv ur ett individperspektiv.[6]